# Seznam slovenskih obiskov v Beli hiši
Seznam slovenskih obiskov v Beli hiši navaja uradne sprejeme predsednikov države in vlad Republike Slovenije v Beli hiši.

## Obiski predsednikov vlade

### Uradni in delovni obiski
| Datum            | Slovenski premier | Gostitelj                      | Opomba | Slika | Sklic       |
| ---------------- | ----------------- | ------------------------------ | --- | ----- | ----------- |
| 4. november 1998 | Janez Drnovšek    | Bill Clinton, predsednik ZDA   | Delovni obisk |       | [ 2 ]       |
| 17. maj 2002     | Janez Drnovšek    | George W. Bush, predsednik ZDA | Delovni obisk |       | [ 3 ] [ 4 ] |
| 10. julij 2006   | Janez Janša       | George W. Bush, predsednik ZDA | Delovni obisk |       | [ 5 ]       |
| 8. februar 2011  | Borut Pahor       | Joe Biden, podpredsednik ZDA   | Delovni obisk pri ameriškem podpredsedniku. Premier Pahor se je na kratko sešel tudi s predsednikom Barackom Obamo. |       | [ 6 ]       |
| 22. oktober 2024 | Robert Golob      | Joe Biden, predsednik ZDA      | Delovni obisk |       | [ 7 ] [ 8 ] |

### Ostalo
| Datum          | Slovenski premier | Gostitelj                      | Opomba                                          | Slika | Sklic         |
| -------------- | ----------------- | ------------------------------ | ----------------------------------------------- | ----- | ------------- |
| 29. marec 2004 | Anton Rop         | George W. Bush, predsednik ZDA | Sprejem premierjev ob vstopu novih držav v NATO |       | [ 9 ]         |
| 10. julij 2024 | Robert Golob      | Joe Biden, predsednik ZDA      | Sprejem voditeljev držav ob vrhu zveze NATO     |       | [ 10 ] [ 11 ] |